# 拉斯亚诺
拉斯亚诺是巴拿马埃雷拉省洛斯波索斯区的一个城市，2010年是人口为599。该市设立于2003年1月24日。